# 1874년 미국 하원의원 선거
1874년 미국 하원의원 선거는 1874년 미국에서 치러진 하원의원 선거로, 1873년 공황의 여파로 야당인 민주당이 과반을 차지하였다

## 선거 결과
| 정당   | 의석수 |
| ------ | ------ |
| 민주당 | 178석  |
| 공화당 | 106석  |
| 무소속 | 8석    |
| 합계   | 293석  |